# Umberto Guidoni
Pour les articles homonymes, voir Guidoni.
Umberto Guidoni, né à Rome le 18 août 1954, est un spationaute italien, député européen et ancien membre du GUE/NGL (juin 2004) qu'il quitte fin 2008 pour fonder Unir la Gauche et s'allier en mars 2009 à Gauche et Liberté.

## Vols réalisés
Il a effectué deux missions de la NASA à bord de la navette spatiale américaine :
- Columbia STS-75 (22 février-9 mars 1996)
- Endeavour STS-100 (19 avril-1er mai 2001)